# Conversieattributie
Affiliate marketing is een vorm van marketing waarbij affiliates worden beloond voor hun bijdrage aan een verkoop. Een blog met bijvoorbeeld game reviews kan een link op de site plaatsen naar een webwinkel die de game verkoopt. Als dit leidt tot een verkoop kan de affiliate daarvoor een vergoeding krijgen (zie ook affiliate marketing).
Veel affiliates zijn aangesloten bij affiliate netwerken. Deze netwerken meten de orders en zorgen voor de betaling tussen de adverteerders en de affiliates (publishers).
In veel gevallen zijn meerdere advertentiekanalen betrokken bij een verkoop. De bezoeker van de game blog heeft bijvoorbeeld na het bezoek aan de
webwinkel nog op andere sites gekeken zoals een prijsvergelijker. Indien meerdere kanalen betrokken zijn bij een verkoop wordt de commissie door de affiliate netwerken toegekend aan de laatste publisher.
Door het toekennen van de commissie aan de laatste publisher worden affiliates die in het begin van het verkoopproces zitten, ten onrechte niet beloond. Bij conversieattributie wordt de commissie aan de affiliates toegekend op basis van hun bijdrage.
Het bepalen van de bijdrage is van meer factoren afhankelijk dan alleen het aantal betrokken publishers. Andere factoren zijn bijvoorbeeld frequentie, recentelijkheid en de duur van het bezoek (time on site). Een andere belangrijke factor is de relatie tussen het product waarmee de publisher adverteert en het product dat is gekocht. Met een factoranalyse kan de weging van de factoren worden vastgesteld.